# زیکس کورپ
زیکس کورپ (انگلیسی: Zix Corp) شرکت فناوری اطلاعات آمریکایی است، که در سال ۱۹۸۸ تأسیس شد.